# 穆姜
穆姜（？—前564年），鲁宣公的夫人，鲁成公的母亲。
鲁成公九年（前582年）夏季，季文子去到宋国慰问伯姬，回国复命，鲁成公设宴招待。季文子赋《韩弈》第五章。穆姜从房中出来，两次下拜，说：“大夫辛勤，不忘先君和嗣君，延及未亡人。谨谢大夫更加辛勤。”穆姜又赋《绿衣》的最后一章再进去。叔肸与一女子没有经过婚聘之礼就同居了，穆姜对此很不满，认为自己不能把姘妇当做弟妹。这名女子生下子叔声伯后就被遗弃了。叔孙宣伯与穆姜私通，叔孙宣伯想要除掉季文子和孟献子而夺取他们的家产。前575年六月二十九日，鲁成公准备出国参与盟会，穆姜要求他驱逐季文子和孟献子，鲁成公告诉母亲晋国和楚国正在鄢陵作战，自己正要去参加盟会，且等回来再说。穆姜生气了，指着快步走过的公子偃和公子鉏说：“你要不同意，他们两个都可以作国君！”鲁成公在坏隤等待，防护公室，加强警备，设置守卫后才出行，所以晚到了诸侯盟会。十月，叔孙宣伯被鲁国放逐。鲁襄公二年（前571年）夏季，齐姜去世。穆姜派人选择上好的槚木，为自己作了内棺和颂琴，季文子把它拿来安葬齐姜。《左传》评价：“这是不合于礼的，礼不能有所不顺。媳妇是奉养婆婆的人，亏损婆婆以成全了媳妇，没有比这再大的不顺了。《诗经》：‘其惟哲人，告之话言，顺德之行。’季孙在这事很不明智，穆姜是国君的祖母。《诗经》：‘为酒为醴，烝畀祖妣，以洽百礼，降福孔偕。’”臧宣叔以妻子的侄女作为继室，是穆姜妹妹的女儿，生臧纥，长在鲁公的宫中。穆姜喜欢臧纥，立为臧孙氏的继承人。襄公九年（前564年）五月辛酉，穆姜死在东宫里。开始住进东宫的时候，占筮，太史说：“这叫做艮卦变为随卦。《随》，是出走的意思，一定要赶紧出去。”穆姜说：“不用出去！《周易》里说‘《随》，元、亨、利、贞，无咎（没有灾祸）。’元，是身体最高处；亨，是嘉礼中主宾相会；利，是道义的总和；贞，是事情的主干。体现了仁就足以领导别人，美好的德行足以协调礼仪，有利于万物足以总括道义，主干坚强足以办好事情，是不能欺骗的。虽得《随》卦而没有灾祸。我作为女人而参与了动乱。本来地位低下又没有仁德，不能说是元。使国家不安定，不能说是亨。做事情害自身，不能说是利。丢弃寡妇的地位修饰爱美，不能说是贞。具有元、亨、利、贞四种德行的，得到《随》卦才可无祸。我都没有，能合于《随》卦卦辞吗？我挑取邪恶，能没有灾祸？一定死在这里，不能出去了。”秋八月癸未，鲁国葬小君穆姜。